# フーズ・ザット・ガール (サウンドトラック)
『フーズ・ザット・ガール』（Who's That Girl）は、1987年にリリースされたマドンナ主演の同名映画のサウンドトラックである。

## 概要
- マドンナは4曲に参加しており、「キャント・ストップ」を除いて全曲シングルカットされた。
- 「フーズ・ザット・ガール」はBillboard Hot 100で自身6曲目となるナンバーワン・シングルとなり、続く「コモーション」も同チャート2位を記録した。
- シングルカットされた3曲はいずれも同年の「フーズ・ザット・ガール・ツアー」で披露された。

## 収録曲
| #  | タイトル                                      | 作詞・作曲                                           | アーティスト             | 時間 |
| -- | --------------------------------------------- | ---------------------------------------------------- | ------------------------ | ---- |
| 1. | 「フーズ・ザット・ガール」(Who's That Girl)   | マドンナ、パトリック・レナード                       | マドンナ                 | 3:58 |
| 2. | 「コモーション」(Causing a Commotion)         | マドンナ、Stephen Bray                               | マドンナ                 | 4:20 |
| 3. | 「ルック・オブ・ラブ」(The Look of Love)      | マドンナ、レナード                                   | マドンナ                 | 4:03 |
| 4. | 「24アワーズ」(24 Hours)                      | Mary Kessler、Joey Wilson                            | ダンカン・フォール       | 3:38 |
| 5. | 「ステップ・バイ・ステップ」(Step By Step)    | Jay King、Denzil Foster、Thomas McElroy、David Agent | クラブ・ヌーヴォー       | 4:43 |
| 6. | 「ターン・イット・アップ」(Turn It Up)        | デヴィッドソン、Frederic Mercier                     | マイケル・デヴィッドソン | 3:56 |
| 7. | 「ベスト・シング・エヴァー」(Best Thing Ever) | Green Gartside、David Gamson                         | スクリッティ・ポリッティ | 3:51 |
| 8. | 「キャント・ストップ」(Can't Stop)            | マドンナ、Bray                                       | マドンナ                 | 4:45 |
| 9. | 「エル・ココ・ロコ」(El Coco Loco)            | Coati Mundi Hernandez                                | コーティ・マンディ       | 6:22 |